# Pic à nuque rouge
Sphyrapicus nuchalis
Espèce
Statut de conservation UICN

 LC  : Préoccupation mineure
Le Pic à nuque rouge (Sphyrapicus nuchalis) est une espèce d'oiseaux de la famille des Picidae, dont l'aire de répartition s'étend sur le Guatemala et l'ouest de l'Amérique du Nord (Mexique, États-Unis et Canada).
C'est une espèce monotypique.

## Galerie de photos

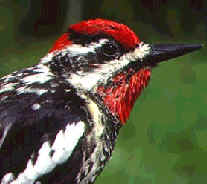
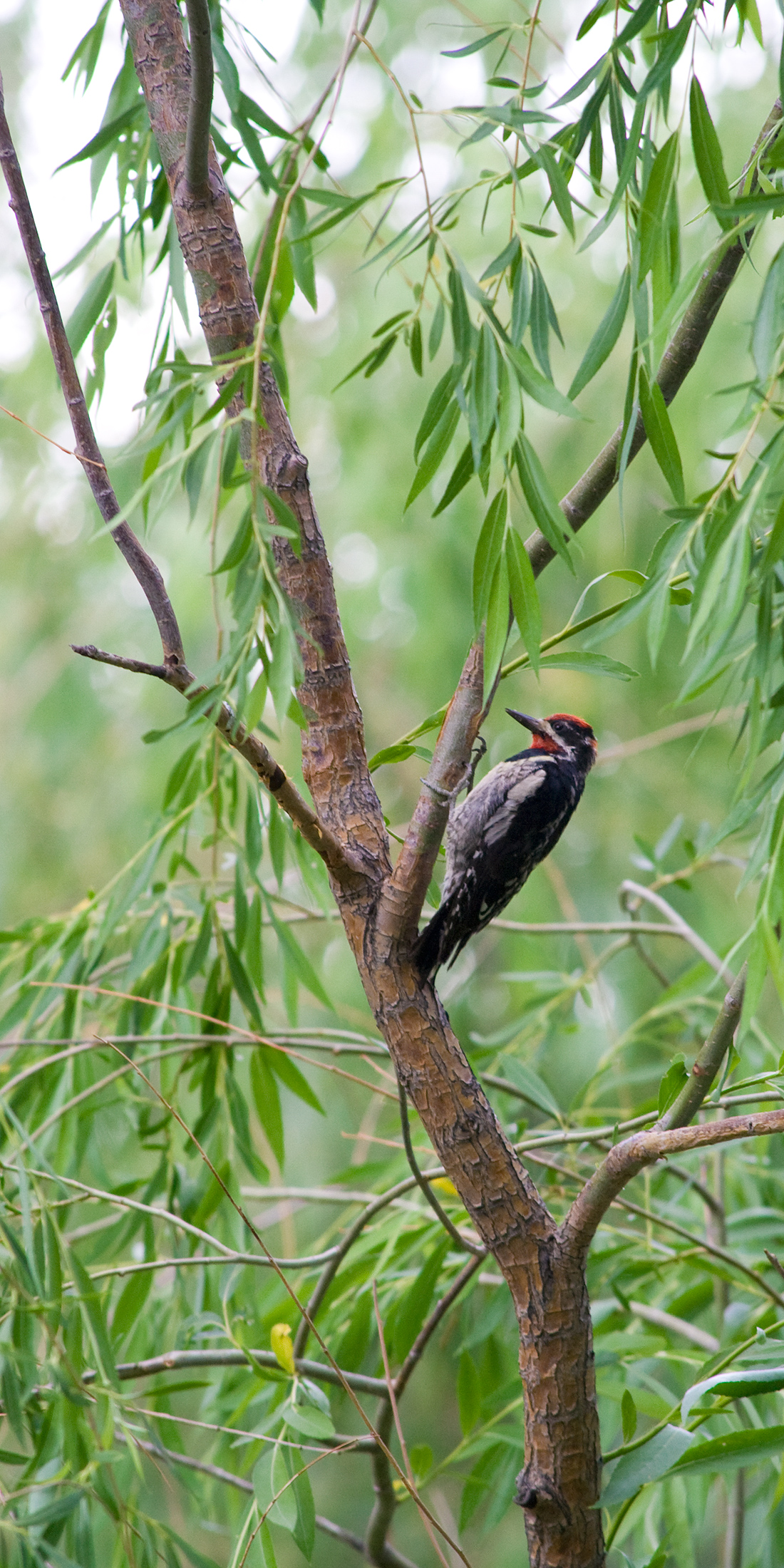
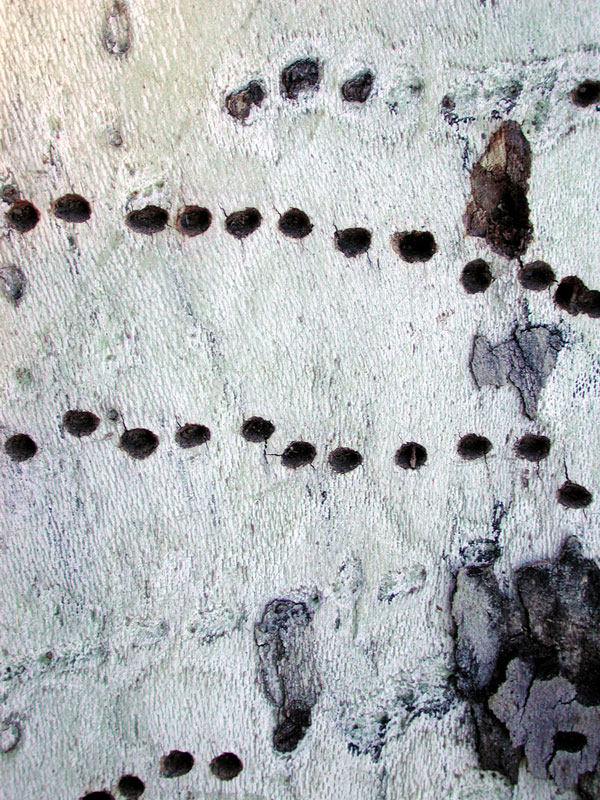
Carte de répartition